# Clute, Texas
Clute là một thành phố thuộc quận Brazoria, tiểu bang Texas, Hoa Kỳ. Năm 2010, dân số của xã này là 11211 người.

## Dân số
- Dân số năm 2000: 10424 người.
- Dân số năm 2010: 11211 người.